# ۸۱۳ (قمری)
۸۱۳ (قمری)، هشتصد و سیزدهمین سال در گاهشماری هجری قمری است. اول محرم این سال برابر با پانزدهم مه سال ۱۴۱۰ میلادی است.

## وابسته
- فهرست شاهان ایران
- جلایریان